# Gordon McKenzie
Gordon McKenzie (Gordon Edmund McKenzie; * 26. Juni 1927 in Fort Totten, Queens; † 19. Juli 2013 in Manhasset) war ein US-amerikanischer Langstreckenläufer.
1955 wurde er Vierter über 5000 m bei den Panamerikanischen Spielen in Mexiko-Stadt, und 1956 kam er über 10.000 m bei den Olympischen Spielen in Melbourne auf den 18. Platz.
1960 wurde er, nachdem er jeweils Zweiter beim Boston-Marathon und beim Yonkers-Marathon geworden war, für den Marathon der Olympischen Spiele in Rom nominiert, bei dem er auf Platz 48 einlief.
Einem vierten Platz beim Boston-Marathon 1961 folgte eine Silbermedaille beim Marathon der Panamerikanischen Spiele 1963 in São Paulo.
1954 wurde er US-Meister im Crosslauf.

## Persönliche Bestzeiten
- 5000 m: 14:55,2 min, 19. Juni 1954, St. Louis
- 10.000 m: 30:34,3 min, 23. November 1956, Melbourne
- Marathon: 2:22:18 h, 19. April 1960, Boston